# PPL-240
Fernblock es un extracto estandarizado y patentado de Polypodium leucotomos, un helecho tropical originario de América Central y del Sur que, en su paso de la vida acuática a la terrestre, desarrolló mecanismos naturales de protección frente a la radiación solar. Las propiedades antioxidantes de este extracto y su actividad como fotoinmunoprotector oral y tópico han sido demostradas en diversos estudios que avalan su seguridad y eficacia. El Fernblock ha sido patentado y registrado en Europa, Asia y América, y se distribuye en más de 26 países con el nombre de PPL-240, Difur y Heliocare.

## Propiedades
- Antioxidante: previene el envejecimiento prematuro de la piel provocado por la radiación solar. Se ha demostrado su notable superioridad frente a otros antioxidantes como la vitamina C o el betacaroteno.
- Fotoprotector: preserva las defensas de la piel y aumenta la tolerancia a las quemaduras solares. Ingerido antes de la exposición solar, reduce significativamente la inflamación superficial de la piel producida por el sol, según confirman los estudios realizados junto con el departamento de dermatología de la Universidad de Harvard.
- Protector del ADN o de material genético: previene el cáncer de piel. La toma oral de Fernblock antes de la exposición a los rayos ultravioleta reduce de manera significativa el número de células quemadas por el sol.
- Inmunoprotector: preserva las defensas de la piel controlando la producción de proteínas reguladoras de células cutáneas tras su exposición a los rayos ultravioleta. También ha sido demostrado que el Fernblock presenta propiedades protectoras en aquellas células de la capa superficial de la piel que tienen capacidad de producir una respuesta inmunitaria normal, como las de  Langerhans , manteniéndolas en número y morfología.
- Prevención del fotoenvejecimiento de la piel: protege frente la aparición de inflamaciones, fortaleciendo la piel y sus mucosas, y reduciendo la pérdida de elasticidad y resistencia cutánea en comparación con la elastosis general.